# Autódromo San Luis 400
El Autódromo San Luis 4000 es un circuito permanente que está ubicado en el Parque Tangamanga, en San Luis Potosí, México. La pista de rodadura se encuentra en la antigua pista del aeropuerto. La pista tiene 2,3 km de largo. La pista fue sede de muchas categorías nacionales como Desafío Corona, y actualmente es sede de Copa Pirelli, LATAM Challenge Series, Super Copa Telcel.

## Ganadores

### Campeonato NACAM de Fórmula 4
| Año  | Piloto              | Equipo              |
| ---- | ------------------- | ------------------- |
| 2017 | Calvin Ming         | Ram Racing          |
| 2017 | Alexis Carreño      | Scuderia Martiga EG |
| 2017 | Calvin Ming         | Ram Racing          |
| 2019 | Manuel Sulaimán     | Ram Racing          |
| 2019 | Jak Crawford        | Scuderia Martiga EG |
| 2019 | Pablo Pérez de Lara | Telcel RPL Racing   |